# Merceryzacja
Merceryzacja – poddawanie przędzy lub tkanin bawełnianych działaniu roztworu wodorotlenku sodu (ługu sodowego). Włókno bawełniane zostaje pozbawione matowego naskórka.
W procesie merceryzacji przędza bawełniana jednocześnie jest rozciągana, uzyskuje się włókna o przekroju okrągłym.

Dzięki temu zabiegowi tkanina: 
- nabiera połysku
- jest bardziej wytrzymała
- łatwiej poddaje się farbowaniu (np. bawełnę można zafarbować na żywe, intensywne kolory)
- jest bardziej elastyczna
- można ją mocniej skręcić.

Maszyny, przy pomocy których wykonuje się ten zabieg, nazywają się merceryzarkami.
Nazwa pochodzi od nazwiska Johna Mercera (1791-1866), który w 1850 r. opatentował ten proces.